# Philibert de Lavigne
Pour les articles homonymes, voir Lavigne.
Philibert de Lavigne (ou Philbert, apparemment chez les anglophones[Quoi ?] ; vers 1700 - 1750) est un compositeur français, auteur par exemple du duo pour flûtes Les Fleurs. Sa vie est très peu connue, excepté qu'il fut pendant un temps à la cour de Louis XV et entra au service du comte d'Ayen vers 1730.

## Liste des œuvres publiés
- Op.1 : (publiées en 1731 à Paris) : six suites.
- Op.2 : six sonates (1739/40, Paris, titre original : Sonates pour la Musette, Vièle, Flûte-à-bec, Traversière, Hautbois etc. avec la Basse)

1. La Baussan (do majeur)
2. La d'Agut (do mineur)
3. La Dubois (do majeur)
4. La Beaumont (do majeur)
5. La Persan (sol majeur)
6. La Simianne (sol majeur)

- Op.4 : Les Fleurs, 24 Pieces pour Musettes ou Vielles avec accompagnement de Violon ou de Flûte, Dédiés à Madame la Duchesse de Biron